# 不倫丹·博伊爾
不倫丹·博伊爾（Brendan Boyle；1977年2月6日—）是美國的一位政治人物。自2015年開始，他是賓夕法尼亞州第13選舉區選出的美國眾議院議員。他的黨籍是民主黨。在2009年至2015年，他曾經擔任賓西法尼亞州州議會議員。